# Scheuchzeria
Scheuchzeria palustris és una espècie de plantes amb flors. És l'única espècie dins el gènere Scheuchzeria, i aquest és l'únic gènere dins la família Scheuchzeriaceae. En el sistema APG II es troba dins l'ordre Alismatales.

## Descripció
És una herbpacia perenne i planta nativa de les zones de clima temperat fred de l'Hemisferi Nord on creix en la molsa Sphagnum de les torberes. Fa 10–40 cm d'alt, les fulles són linears i poden fer 20 cm de llargada. les puntes de les fulles tnen un porus.
Té un rizoma reptant.
Les flors són groc-verdoses de 4–6 mm de diàmetre. Floreix des del juny fins a l'agost
Hi ha dues subespècies:
- Scheuchzeria palustris subsp. palustris. Nord i est d'Europa, nord d'Àsia.
- Scheuchzeria palustris subsp. americana (Fernald) Hultén. nord d'Amèrica del Nord.

## Etimologia
El gènere rep el nom de Johann Jakob Scheuchzer i el seu germà, Johann Kaspar Scheuchzer. The species name is from the Latin for a swamp.

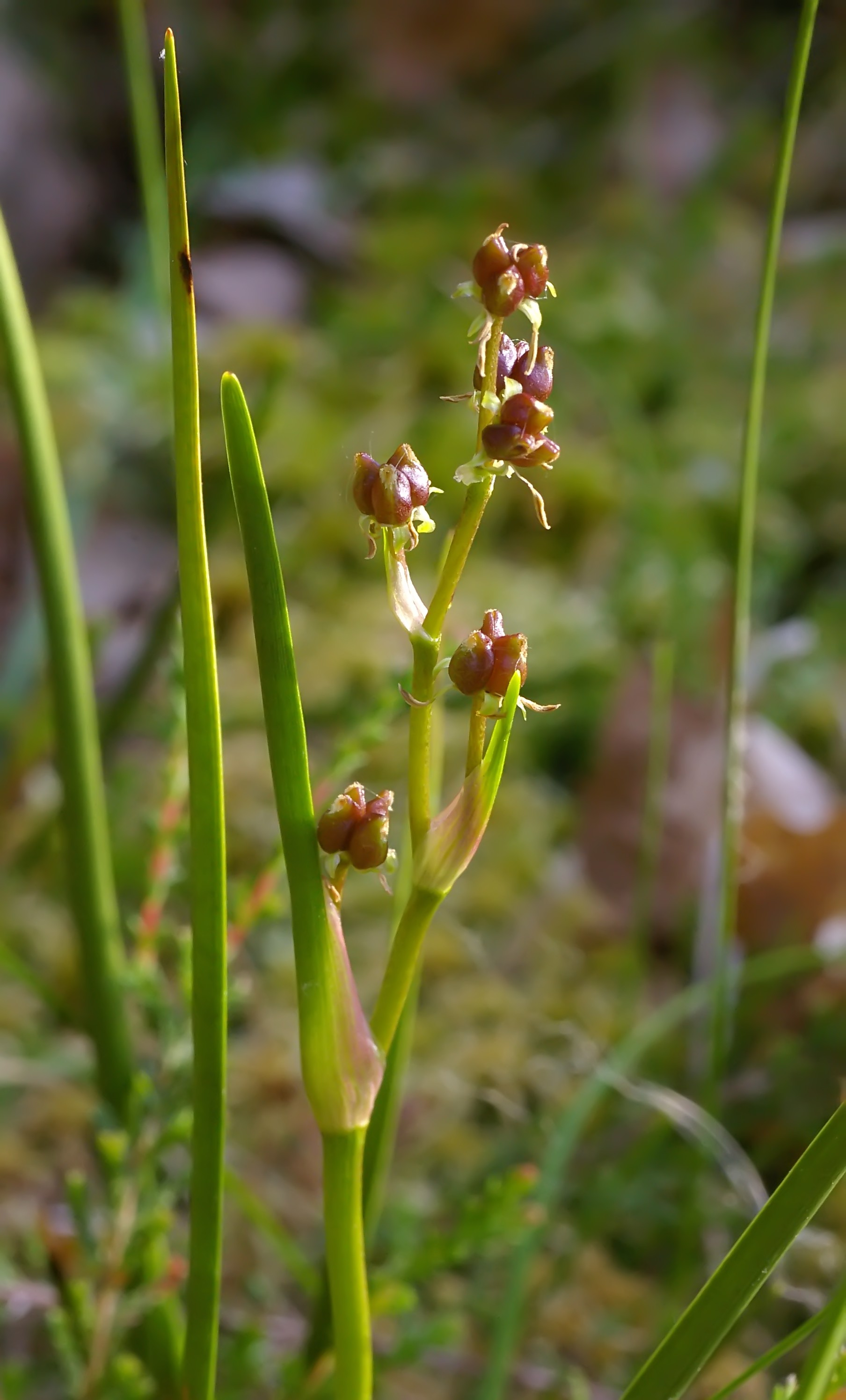
Planta florida
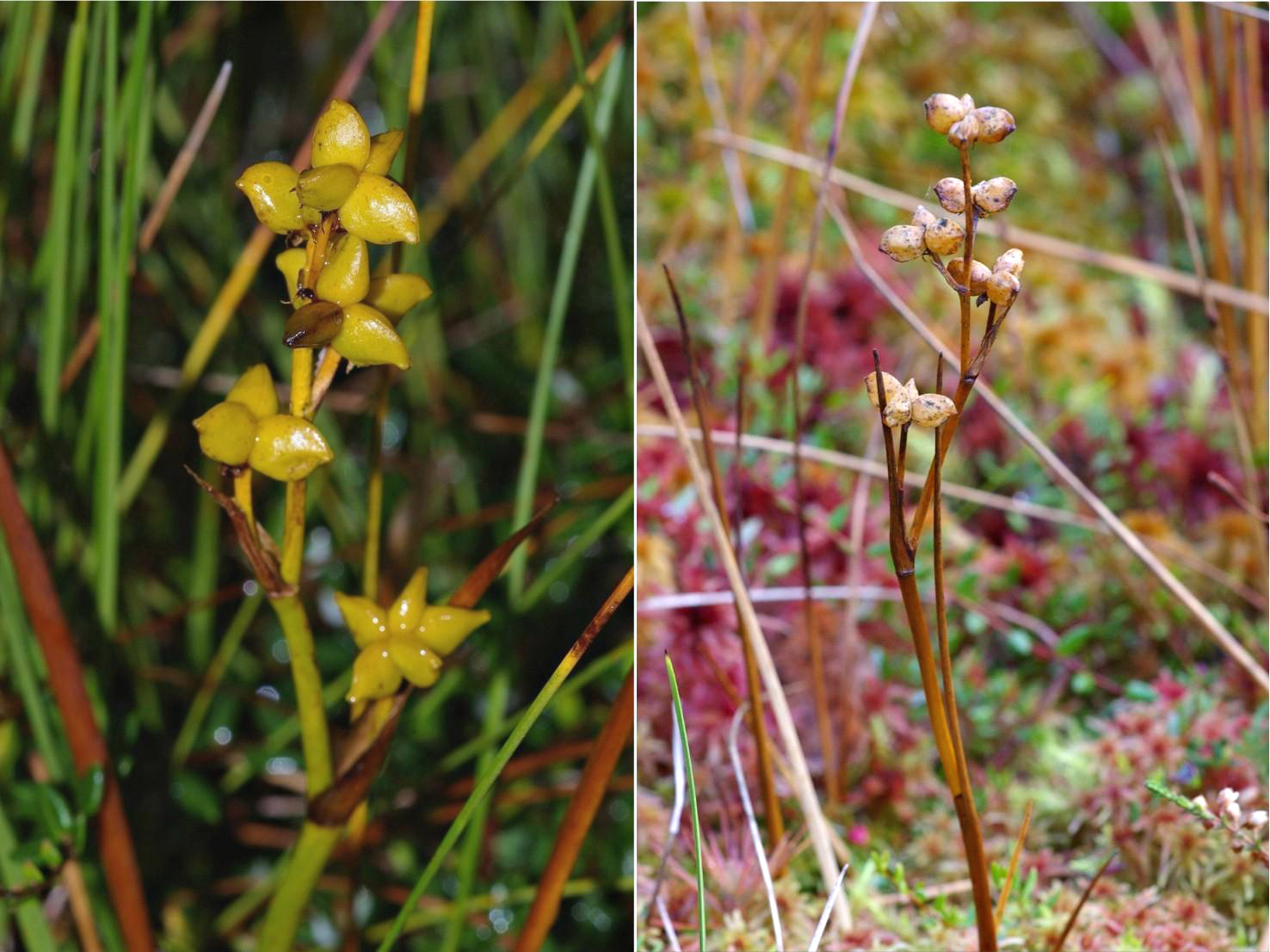
Tija amb les llavors, a l'esquerra i la tija a l'hivern, a la dreta
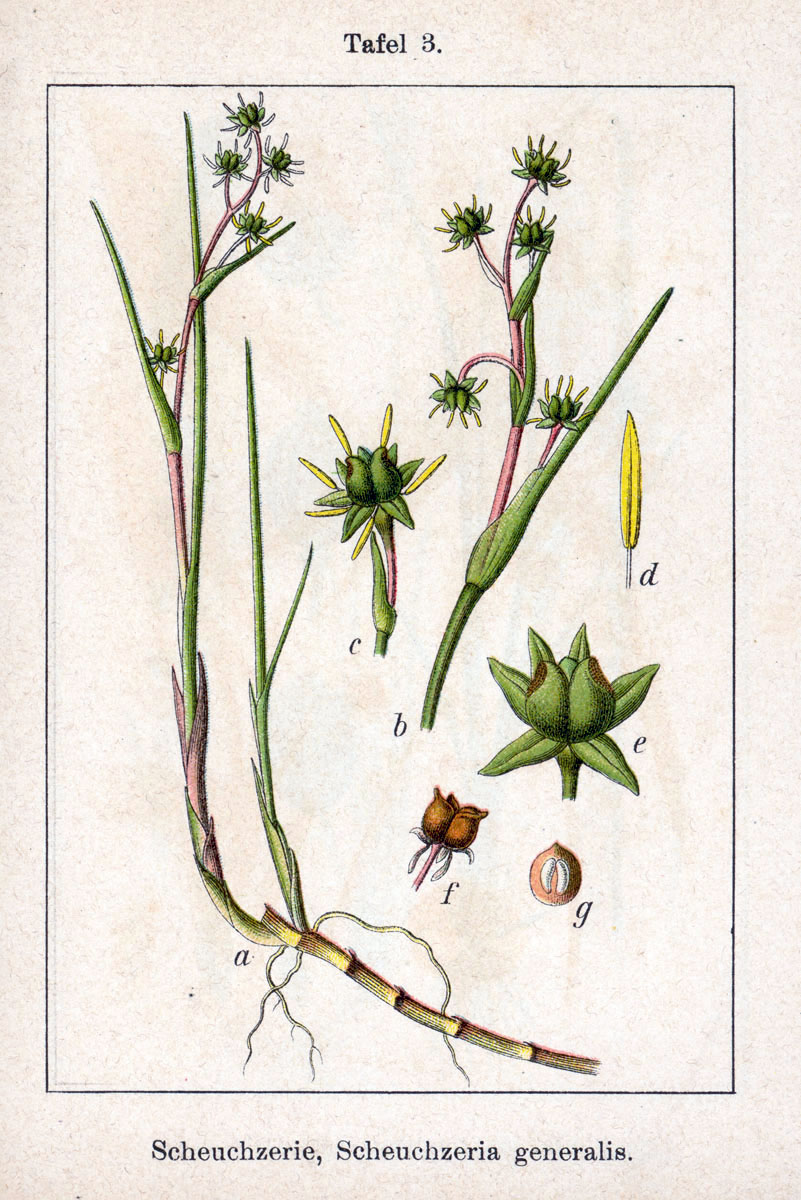
1796 il·lustració